# Schlosskapelle Heilig Kreuz (Bad Neuhaus)

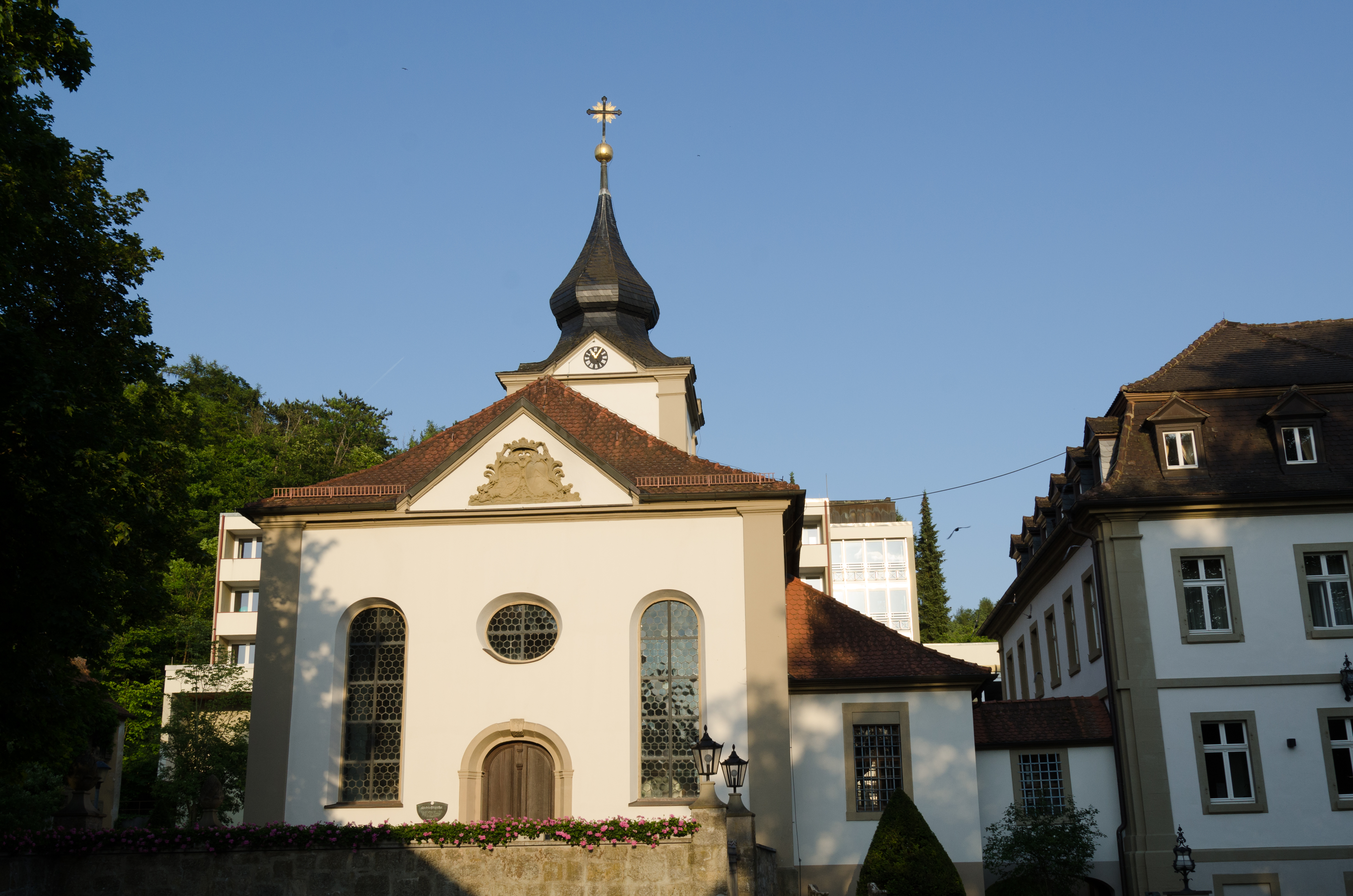
Schlosskapelle Heilig Kreuz in Bad Neuhaus

Die römisch-katholische Schlosskapelle Heilig Kreuz ist ein Kirchengebäude in Bad Neuhaus, einem Gemeindeteil von Bad Neustadt an der Saale im unterfränkischen Landkreis Rhön-Grabfeld in Bayern. Das denkmalgeschützte Bauwerk entstand im 18. Jahrhundert.

## Beschreibung
Die spätbarocke Saalkirche wurde 1773–76 unter Grundherr Egid Valentin Felix von Borié nach einem Entwurf von Heinrich Todesco gebaut. Das Kirchenschiff ist mit einem Walmdach bedeckt, der im Osten angefügte Kirchturm mit einer Zwiebelhaube. Die Patronatsloge wurde im Süden des Kirchenschiffs angebaut. Sie hat einen Verbindungsgang zum Schloss. 
Der Innenraum wurde als Querkirche gestaltet, der Altar befindet sich vor einer Längswand. Die Orgel mit zehn Registern auf einem Manual und Pedal wurde 1776 von Franz Ignaz Seuffert gebaut.